# Paragalasa exospinalis
Paragalasa exospinalis är en fjärilsart som beskrevs av Everett D. Cashatt 1969. Paragalasa exospinalis ingår i släktet Paragalasa och familjen mott. Inga underarter finns listade i Catalogue of Life.